# ينغ ماكورماك
ينغ ماكورماك (بالإنجليزية: Young McCormack) مواليد 11 ديسمبر 1944 في دبلن، هو ملاكم محترف أيرلندي سابق صنّف ضمن فئة وزن خفيف الثقيل.

## إحصائيات
خاض خلال مسيرته 42 نزالا، فاز في 33 وتعادل في 1 وخسر في 8. فاز بالضربة القاضية في 27 نزالا.

## روابط خارجية
- ينغ ماكورماك على موقع بوكس ريك (الإنجليزية) (registration required)